# Меттвайлер
Меттвайлер (нім. Mettweiler) — громада в Німеччині, розташована в землі Рейнланд-Пфальц. Входить до складу району Біркенфельд. Складова частина об'єднання громад Баумгольдер.
Площа — 5,50 км2. Населення становить 214 ос. (станом на 31 грудня 2020).